# San Francisco 49ers 1983
La stagione 1983 dei San Francisco 49ers è stata la 34ª della franchigia nella National Football League. La squadra tornò ai playoff dopo un anno di assenza, battendo i Detroit Lions nel primo turno e venendo eliminata nel divisional round dai Washington Redskins.

## Partite

### Stagione regolare
| Turno | Data              | Avversario              | Risultato | Pubblico |
| ----- | ----------------- | ----------------------- | --------- | -------- |
| 1     | 3/9/1983 (Sab.)   | Philadelphia Eagles     | S 17–22   | 55,775   |
| 2     | 8/9/1983 (Gio.)   | at Minnesota Vikings    | V 48–17   | 58,167   |
| 3     | 18/9/1983         | at St. Louis Cardinals  | V 42–27   | 38,132   |
| 4     | 25/9/1983         | Atlanta Falcons         | V 24–20   | 57,814   |
| 5     | 2/10/1983         | at New England Patriots | V 33–13   | 54,293   |
| 6     | 9/10/1983         | Los Angeles Rams        | S 7–10    | 59,118   |
| 7     | 16/10/1983        | at New Orleans Saints   | V 32–13   | 68,154   |
| 8     | 23/10/1983        | at Los Angeles Rams     | W 45–35   | 66,070   |
| 9     | 30/10/1983        | New York Jets           | S 13–27   | 54,796   |
| 10    | 6/11/1983         | Miami Dolphins          | S 17–20   | 57,832   |
| 11    | 13/11/1983        | New Orleans Saints      | V 27–0    | 40,022   |
| 12    | 20/11/1983        | at Atlanta Falcons      | S 24–28   | 39,782   |
| 13    | 27/11/1983        | at Chicago Bears        | S 3–13    | 40,483   |
| 14    | 4/12/1983         | Tampa Bay Buccaneers    | V 35–21   | 49,773   |
| 15    | 11/12/1983        | at Buffalo Bills        | V 23–10   | 38,039   |
| 16    | 19/12/1983 (Lun.) | Dallas Cowboys          | V 42–17   | 59,957   |

### Playoff
| Turno      | Data       | Avversario             | Risultato |
| ---------- | ---------- | ---------------------- | --------- |
| Wild card  | 31/12/1983 | at Detroit Lions       | V 24-23   |
| Divisional | 8/1/1984   | at Washington Redskins | S 24-21   |